# Касета дел Каналеро, Б-131 кон Км. 92 (Матаморос)
Касета дел Каналеро, Б-131 кон Км. 92 (шп. Caseta del Canalero, B-131 con Km. 92) насеље је у Мексику у савезној држави Тамаулипас у општини Матаморос. Насеље се налази на надморској висини од 10 м.

## Становништво
Према подацима из 2005. године у насељу су живела 3 становника.

### Хронологија
| Година       | 2000 | 2005 |
| ------------ | ---- | ---- |
| Становништво | 1    | 3    |

### Попис
| # | Индикатор                        | Вредност |
| - | -------------------------------- | -------- |
| 1 | Укупно појединачних домаћинстава | 1        |